# Doble Bragado
La Doble Bragado est une course cycliste argentine par étapes disputée en début d'année dans la province de Buenos Aires, en Argentine.
À sa création en 1922, elle s'appelle Doble Mercedes. Elle prend ensuite le nom de Doble Chivilcoy (1932-1939), Doble Bragado (1940-1956), Doble 9 de Julio (1957-1964), puis de nouveau Doble Bragado à partir de 1965.
L'Argentin Cosme Saavedra (es) détient le record de victoires avec six succès obtenus entre 1924 et 1930.

## Palmarès
| Année            | Vainqueur                | Deuxième               | Troisième                |
| ---------------- | ------------------------ | ---------------------- | ------------------------ |
| Doble Mercedes   |                          |                        |                          |
| 1922             | Eugenio Gret (en)        | Juan Casero            | Alberto Relgosa          |
| 1923             | Eugenio Gret (en)        | Julio Polet (de)       | Cosme Saavedra (es)      |
| 1924             | Cosme Saavedra (es)      | Fernando Fileni        | Antonio Delgrosso        |
| 1925             | Cosme Saavedra (es)      | Luis Gilardi           | Mario Argenta            |
| 1926             | Pas de course            | Pas de course          | Pas de course            |
| 1927 (es)        | Cosme Saavedra (es)      | Fernando Fileni        | Oreste Isolio            |
| 1928             | Cosme Saavedra (es)      | Francisco Bonvehi (en) | Francisco Rodríguez (en) |
| 1929             | Cosme Saavedra (es)      | Francisco Sogliola     | Óscar Bonvehi            |
| 1930             | Cosme Saavedra (es)      | Remigio Saavedra (es)  | Óscar Martínez           |
| 1931             | Francisco Rodríguez (en) | Óscar Martínez         | Francisco Muratori       |
| Doble Chivilcoy  |                          |                        |                          |
| 1932             | Remigio Saavedra (es)    | Óscar Martínez         | José Barcia              |
| 1933             | Mario Stefani            | Anselmo Zarlenga       | Luis Sánchez             |
| 1934             | Remigio Saavedra (es)    | Anselmo Zarlenga       | Guillermo Gobet          |
| 1935             | Mario Mathieu            | Guillermo Gobet        | Anselmo Zarlenga         |
| 1936 (es)        | Mario Mathieu            | Celestino Gobet        | Alfredo González         |
| 1937             | José González            | Francisco Larrañaga    | Carlos Scalarandi        |
| 1938             | Mario Mathieu            | Bartolo Tonelli        | Ramón Rossi              |
| 1939             | Mario Stefani            | Mario Mathieu          | Remigio Saavedra (es)    |
| Doble Bragado    |                          |                        |                          |
| 1940             | Mario Mathieu            | Luciano Montero        | José González            |
| 1941             | Pas de course            | Pas de course          | Pas de course            |
| 1942             | Mario Mathieu            | Antonio Bertola        | Julio Alba (en)          |
| 1943-1946        | Pas de course            | Pas de course          | Pas de course            |
| 1947             | Oscar Giacché (en)       | Miguel Sevillano (de)  | Ceferino Peroné (en)     |
| 1948 (es)        | Miguel Sevillano (de)    | Ceferino Peroné (en)   | Enrique Molina (en)      |
| 1949             | Ceferino Peroné (en)     | Vlado Martinole        | Antonio Bertola          |
| 1950             | Óscar Muleiro            | Ignacio Fernández      | Antonio Covolo           |
| 1951             | Saúl Crispin             | Óscar Muleiro          | Pedro Meo                |
| 1952 (es)        | Dante Benvenuti (de)     | Miguel Sevillano (de)  | Óscar Muleiro            |
| 1953             | Alfredo Figgini          | Ignacio Fernández      | Luis Dazzan              |
| 1954             | Humberto Varisco (es)    | Óscar Rosato           | Héctor Gancedo           |
| 1955             | Pas de course            | Pas de course          | Pas de course            |
| 1956             | Rodolfo Caccavo (en)     | Lucio Kaiser           | José Rosa                |
| Doble 9 de Julio |                          |                        |                          |
| 1957             | Carlos Vázquez (en)      | Pedro Simionato (en)   | Héctor San Juan          |
| 1958             | Ricardo Senn             | José Rosa              | Franco Ferro             |
| 1959             | Duilio Biganzoli         | Rubén Mitti            | Cosme Iannone            |
| 1960             | Carlos Vázquez (en)      | Héctor Gancedo         | Alberto Trillo (en)      |
| 1961             | Marcos Spaggiari         | Gabriel Niel           | Santos Liendo            |
| 1962-1963        | Pas de course            | Pas de course          | Pas de course            |
| 1964             | Carlos Vázquez (en)      | Duilio Biganzoli       | Ricardo Senn             |
| Doble Bragado    |                          |                        |                          |
| 1965             | Carlos Vázquez (en)      | Juan Carlos Tschieder  | Eduardo Brasini          |
| 1966             | Eduardo Sánchez          | Juan Brotto (es)       | Juan Scatiza             |
| 1967             | Héctor Gómez             | Juan Carlos Tschieder  | Antonio Dalleves         |
| 1968             | Saúl Alcantara           | Carlos Álvarez (en)    | Carlos Scatiza           |
| 1969             | Raúl Gómez (en)          | Duilio Biganzoli       | Daniel Gallego           |
| 1970             | Rodolfo Tadeo            | Roque Lengle           | Alberto Marsiglia        |
| 1971             | Raúl Gómez (en)          | Saúl Alcantara         | Óscar Anacoreto          |
| 1972             | Ismael Torres (en)       | Jorge Fulgenci         | Eduardo Sánchez          |
| 1973             | Osvaldo Benvenuti (en)   | José Gallego           | Jorge Fulgenci           |
| 1974             | Ricardo Jurado           | Héctor Torres          | Raúl Gómez (en)          |
| 1975             | Oswaldo Frossasco (en)   | Ricardo Jurado         | Federico Carbone         |
| 1976-1979        | Pas de course            | Pas de course          | Pas de course            |
| 1980             | Ricardo Jurado           | José Palma             | Oswaldo Frossasco (en)   |
| 1981             | Omar Richeze             | Norberto Santos        | Ricardo Rodríguez        |
| 1982             | Juan Carlos Ruarte       | Luis Moyano            | Carlos Sacconi           |
| 1983             | Pas de course            | Pas de course          | Pas de course            |
| 1984             | Luis Moyano              | Eduardo Trillini       | Juan Carlos Haedo (en)   |
| 1985             | Carlos Bodei             | Miguel Macchi          | Marcelo Araujo           |
| 1986             | Armando Robledo          | Omar Richeze           | Mario Olivieri           |
| 1987             | Alejandro Carrusca       | Julio Velásquez        | Jorge Sebastía           |
| 1988             | Marcelo Alexandre        | Claudio Iannone (en)   | Alejandro Carrusca       |
| 1989             | Jorge Sebastía           | Sergio Llamazares (en) | Claudio Iannone (en)     |
| 1990             | Adrián García            | Hugo Pratissoli        | David Kenig              |
| 1991             | Marcelo Alexandre        | Federico Moreira       | Adrián García            |
| 1992             | Luis Biera (en)          | Eduardo Trillini       | David Kenig              |
| 1993             | Pablo Pérez              | Mariano Salmón         | Roberto Prezioso         |
| 1994             | Rubén Priede (en)        | Juan Curuchet          | Rubén Pegorín (en)       |
| 1995             | Rubén Pegorín (en)       | Daniel Mosler          | Gabriel Curuchet         |
| 1996             | Gustavo Artacho (en)     | Sebastián Quiroga      | Erminio Suárez (en)      |
| 1997 (es)        | Juan Curuchet            | Walter Pérez           | Sebastián Quiroga        |
| 1998 (es)        | Juan Curuchet            | Walter Pérez           | Javier Gómez (de)        |
| 1999 (es)        | Walter Pérez             | Sebastián Quiroga      | Gonzalo Salas (en)       |
| 2000 (es)        | Juan Curuchet            | Gustavo Toledo         | David Kenig              |
| 2001 (es)        | Edgardo Simón            | Guillermo Brunetta     | Gonzalo Salas (en)       |
| 2002 (es)        | Ángel Darío Colla        | David Kenig            | Claudio Flores           |
| 2003 (es)        | Juan Curuchet            | Maximiliano Richeze    | Fernando Antogna         |
| 2004 (es)        | Alejandro González (en)  | Luis Martínez          | Claudio Flores           |
| 2005 (es)        | Pedro Prieto             | Fernando Antogna       | Sebastián Cancio         |
| 2006 (es)        | Matías Médici            | Juan Curuchet          | Walter Pérez             |
| 2007 (es)        | Ángel Darío Colla        | Juan Curuchet          | Fernando Antogna         |
| 2008 (es)        | Gerardo Fernández        | Guillermo Brunetta     | Ángel Darío Colla        |
| 2009 (es)        | Daniel Díaz              | Fernando Antogna       | Juan Curuchet            |
| 2010 (es)        | Román Mastrángelo        | Sebastián Cancio       | Walter Pérez             |
| 2011 (es)        | Leandro Messineo         | Laureano Rosas         | Federico Pagani          |
| 2012 (es)        | Laureano Rosas           | Guillermo Brunetta     | Walter Pérez             |
| 2013 (es)        | Fernando Antogna         | Sebastián Cancio       | Juan Pablo Dotti         |
| 2014 (es)        | Laureano Rosas           | Mauro Agostini         | Juan Melivilo            |
| 2015 (es)        | Juan Melivilo            | Guillermo Brunetta     | Sebastián Cancio         |
| 2016 (es)        | Laureano Rosas           | Leandro Messineo       | Juan Pablo Dotti         |
| 2017 (es)        | Román Mastrángelo        | Laureano Rosas         | Nicolás Naranjo          |
| 2018 (es)        | Fernando Antogna         | Sebastián Trillini     | Román Mastrángelo        |
| 2019 (es)        | Aníbal Borrajo           | Sergio Fredes          | Matías Presa             |
| 2020-2021        | Pas de course            | Pas de course          | Pas de course            |
| 2022 (es)        | Elbio Alborzen           | Roderyck Asconeguy     | Enrique Estévez          |
| 2023 (es)        | Sergio Fredes            | Agustín Martínez       | Agustín Del Negro        |
| 2024 (es)        | Omar Azzem               | Octavio Salmón         | Enrique Estevez          |
| 2025 (es)        | Nicolás Traico           | Sebastián Tolosa       | Octavio Salmón           |